# 马琳·古斯塔夫松
马琳·古斯塔夫松（瑞典語：Malin Gustafsson，1980年1月24日—），谢莱夫特奥人，瑞典女子足球、冰球运动员。她曾代表瑞典参加1999年国际足联女子世界杯，获得第6名；代表瑞典参加1998年冬季奥林匹克运动会冰球比赛，获得第5名。